# Brachytoma tuberosa
Brachytoma tuberosa é uma espécie de gastrópode do gênero Brachytoma, pertencente a família Pseudomelatomidae.